# 資源エネルギー庁
資源エネルギー庁（しげんエネルギーちょう、英: Agency for Natural Resources and Energy）は、日本の行政機関のひとつ。石炭、石油、ガスなどのエネルギー資源の安定供給政策や、省エネルギー・新エネルギー（原子力・太陽光・風力・スマートコミュニティ等）政策を所管する経済産業省の外局である。日本語略称・通称は、エネ庁（エネちょう）。

1973年（昭和48年）7月25日、当時の通商産業省の鉱山石炭局と公益事業局を統合する形で設置された。
原子力安全・保安院は、2001年の中央省庁再編に伴い、資源エネルギー庁の特別の機関として設置されていたが、2012年9月19日に廃止され、原子力安全行政は環境省の外局として設置された原子力規制委員会に、産業保安行政は経済産業省の商務流通保安グループ(現産業保安グループ)にそれぞれ移行した。

## 任務・所掌事務
エネルギー分野の経済産業大臣の許認可について担当する。
経済産業省設置法第16条では、資源エネルギー庁の任務として、

(1)鉱物資源やエネルギーの安定的かつ効率的な供給を確保すること、

(2)鉱物資源やエネルギーの適正な利用の推進を図ること、

(3)産業保安を確保すること、

が規定されている。

同法第4条第1項第48号から第59号までが、概ね資源エネルギー庁の業務に該当する。ただし、この他の号に規定される「他の経済産業政策と一体的に行われている業務」についても併せて所掌する。

## 組織

### 幹部
- 資源エネルギー庁長官
- 資源エネルギー庁次長

### 内部部局
- 長官官房
  - 総務課
  - 国際課
- 省エネルギー・新エネルギー部
  - 政策課
  - 新エネルギーシステム課
  - 省エネルギー課
  - 新エネルギー課
  - 水素・アンモニア課
- 資源・燃料部
  - 政策課
  - 資源開発課
  - 燃料供給基盤整備課
  - 燃料環境適合利用推進課
- 電力・ガス事業部
  - 政策課
  - 参事官 (エネルギー制度改革担当)
  - 電力基盤整備課
  - 原子力政策課
  - 原子力立地・核燃料サイクル産業課
  - 放射性廃棄物対策課

（出先機関）
- 柏崎刈羽地域担当官事務所（新潟県柏崎市）
- 福島双葉地域担当官事務所（福島県双葉郡富岡町）
- 若狭地域担当官事務所（福井県敦賀市：敦賀地方合同庁舎）
- 青森原子力産業立地調整官事務所（青森県青森市：青森第2合同庁舎）

### 審議会等
- 総合資源エネルギー調査会
- 調達価格等算定委員会

### 所管法人
2024年（令和6年）4月1日現在、経済産業省が所管する独立行政法人“独立行政法人一覧（令和6年4月1日現在）” (PDF).   総務省. 2024年4月5日閲覧。）のうち、資源エネルギー庁は、日本原子力研究開発機構とエネルギー・金属鉱物資源機構を担当している。
2022年（令和4年）4月1日現在、経済産業省が所管する特殊法人、特別の法律により設立される民間法人（特別民間法人）については、資源エネルギー庁を担当部局とするものはない。
経済産業省が所管する特別の法律により設立される法人のうち、資源エネルギー庁は、 全国石油商業組合連合会及び原子力発電環境整備機構を担当している。
経済産業省が所管する認可法人のうち、資源エネルギー庁は、原子力損害賠償・廃炉等支援機構を担当している。

## 財政及び職員
経済産業省の該当の項を参照

## 歴代の長官
| 代 | 氏名       | 在任期間                       | 前職                             | 退任後の主要な役職                                                    |
| -- | ---------- | ------------------------------ | -------------------------------- | --------------------------------------------------------------------- |
| 1  | 山形栄治   | 1973年7月25日 - 1974年6月18日  | 通商産業省重工業局長             | 新日本製鐵副社長、九州石油社長・会長                                  |
| 2  | 増田実     | 1974年6月18日 - 1976年7月27日  | 通商産業省大臣官房長             | 初代通商産業審議官、ジェトロ理事長                                    |
| 3  | 橋本利一   | 1976年7月27日 - 1978年6月20日  | 通商産業省通商政策局長           | 通商産業審議官                                                        |
| 4  | 天谷直弘   | 1978年6月20日 - 1979年8月29日  | 通商産業省基礎産業局長           | 通商産業審議官、電通総研初代社長                                      |
| 5  | 森山信吾   | 1979年8月29日 - 1981年6月26日  | 通商産業省機械情報産業局長       | 第二電電社長                                                          |
| 6  | 小松国男   | 1981年6月26日 - 1982年10月15日 | 通商産業省基礎産業局長           | 通商産業審議官                                                        |
| 7  | 豊島格     | 1982年10月15日 - 1984年6月19日 | 通商産業省機械情報産業局長       | コスモ石油副社長、ジェトロ理事長、世界貿易センタービル会長            |
| 8  | 柴田益男   | 1984年6月19日 - 1985年6月18日  | 通商産業省通商政策局長           | 関西電力副社長                                                        |
| 9  | 野々内隆   | 1985年6月18日 - 1987年6月23日  | 通商産業省基礎産業局長           | ジャパン石油開発社長                                                  |
| 10 | 濱岡平一   | 1987年6月23日 - 1988年6月14日  | 通商産業省生活産業局長           | 日産自動車副会長                                                      |
| 11 | 鎌田吉郎   | 1988年6月14日 - 1989年6月27日  | 通商産業省生活産業局長           | 新日本製鐵副社長、石油公団総裁（1998年6月-）                          |
| 12 | 山本雅司   | 1989年6月27日 - 1990年6月29日  | 防衛庁装備局長                   | 半導体エネルギー研究所会長、車輌競技公益資金記念財団理事長            |
| 13 | 緒方謙二郎 | 1990年6月29日 - 1991年6月14日  | 科学技術庁原子力局長             | 川崎重工業副社長、日中経済協会理事長                                  |
| 14 | 山本貞一   | 1991年6月14日 - 1992年6月23日  | 科学技術庁原子力局長             | 川崎製鉄副社長、川鉄鉱業社長                                          |
| 15 | 黒田直樹   | 1992年6月23日 - 1993年6月25日  | 資源エネルギー庁次長             | 住友商事副社長、国際石油開発帝石社長・会長                            |
| 16 | 堤富男     | 1993年6月25日 - 1994年2月15日  | 通商産業省立地公害局長           | 通商産業事務次官、中小企業金融公庫総裁                                |
| 17 | 川田洋輝   | 1994年2月15日 - 1995年6月21日  | 通商産業大臣官房商務流通審議官   | 発明協会理事長、電源開発副社長                                        |
| 18 | 江崎格     | 1995年6月21日 - 1997年7月11日  | 通商産業省生活産業局長           | 通商産業省産業政策局長、商工中金理事長 東京工業品取引所社長           |
| 19 | 稲川泰弘   | 1997年7月11日 - 1999年9月3日   | 通商産業省環境立地局長           | IHI取締役常務執行役員                                                 |
| 20 | 河野博文   | 1999年9月3日 - 2002年7月30日   | 通商産業省基礎産業局長           | JFEスチール専務執行役員、JOGMEC理事長                                 |
| 21 | 岡本巖     | 2002年7月30日 - 2003年8月1日   | 経済産業省製造産業局長           | 国際協力銀行理事 住友商事取締役専務執行役員                           |
| 22 | 日下一正   | 2003年8月1日 - 2004年6月22日   | 経済産業省通商政策局長           | 経済産業審議官、内閣官房参与 三菱電機専務執行役、国際経済交流財団会長 |
| 23 | 小平信因   | 2004年6月22日 - 2006年7月10日  | 内閣府政策統括官                 | トヨタ自動車副社長、トヨタ財団会長                                    |
| 24 | 望月晴文   | 2006年7月10日 - 2008年7月11日  | 中小企業庁長官                   | 経済産業事務次官、内閣官房参与                                        |
| 25 | 石田徹     | 2008年7月11日 - 2010年8月23日  | 経済産業省産業技術環境局長       | 東京電力顧問、日本商工会議所専務理事                                  |
| 26 | 細野哲弘   | 2010年8月23日 - 2011年9月1日   | 特許庁長官                       | みずほコーポレート銀行顧問、JECC社長                                  |
| 27 | 高原一郎   | 2011年9月1日 - 2013年6月28日   | 中小企業庁長官                   | 丸紅代表取締役副会長                                                  |
| 28 | 上田隆之   | 2013年6月28日 - 2015年7月31日  | 経済産業省通商政策局長           | 経済産業審議官、国際石油開発帝石社長                                  |
| 29 | 日下部聡   | 2015年7月31日 - 2018年7月25日  | 経済産業省大臣官房長             | 三菱電機常務                                                          |
| 30 | 高橋泰三   | 2018年7月25日- 2020年7月20日   | 経済産業省大臣官房長             | 富士通常務                                                            |
| 31 | 保坂伸     | 2020年7月20日 - 2023年7月4日   | 経済産業省貿易経済協力局長       | 経済産業審議官                                                        |
| 32 | 村瀬佳史   | 2023年7月4日 -                 | 内閣府経済財政運営担当政策統括官 |                                                                       |

## 幹部職員
資源エネルギー庁の幹部は以下のとおりである。
- 資源エネルギー庁長官： 村瀬佳史
- 次長兼首席エネルギー・地域政策統括調整官兼首席最終処分政策統括調整官： 龍崎孝嗣
- 省エネルギー ・新エネルギー部長： 小林大和
- 資源・燃料部長: 和久田肇
- 電力・ガス事業部長：久米孝

## 関連紛争や諸問題

### 再エネの高値買取と利益相反の問題
東日本大震災直後の2011年8月、ソフトバンクの孫正義社長が私財を投じて自然エネルギー財団を設立。さらに、当時の民主党菅直人総理に働きかけ再エネ特措法による再エネ買取り価格案を当時の国際価格の凡そ2倍に設定。孫の公私の働きかけと菅総理の誘導により、当時の新原浩朗エネ庁省エネルギー・新エネルギー部長らが、固定価格買い取り制度（FIT）で40円という設定案に沿う高値買い取り価格を実現した。あわせて各家庭の再エネ付加金が約1000円 / 月となった。
この間の経緯について、公益財団法人の認定基準（公益法人認定法第5条の3）に絡み、自然エネルギー財団が設立後わずか半年の異例の早さで公益認定され、また、旧SBエナジーが再エネに数兆円の投資をして数千億円の利益を上げた点等に関して、ソフトバンクグループ（SBG）による利益相反関係が指摘されている。